# Фитин, Павел Михайлович
Па́вел Миха́йлович Фи́тин (15 [28] декабря 1907, Ожогино, Тобольская губерния — 24 декабря 1971, Москва) — советский государственный деятель, руководитель внешней разведки СССР (ИНО ГУГБ НКВД-НКГБ) (1939—1946). Генерал-лейтенант (1945).

## Биография

### Довоенный период
Павел Фитин родился 15 (28) декабря 1907 года в крестьянской семье в селе Ожогино Шатровской волости Ялуторовского уезда Тобольской губернии, ныне село входит в Шатровский муниципальный округ Курганской области. «Исторически половину деревни составляли Фитины, половину — Сидоровы», — рассказывал о своей малой родине внук Павла Михайловича Андрей Анатольевич Фитин.
После окончания начальной школы в 1920 году Павел работал в сельхозартели «Звезда». В 1921 году, во время крестьянского восстания, 13-летний Павел вместе с другими коммунарами и своим отцом, который был заместителем командира коммуны, провёл под арестом около месяца в ожидании казни, но был освобождён частями Красной армии.
В 1922 году в Ялуторовске был принят в ряды РЛКСМ, с 1926 года переименован в ВЛКСМ. Вскоре его взяли на работу в райком.
В 1922—1926 годах учился в школе второй ступени в Ялуторовске.
В марте 1927 году вступил в ВКП(б), в 1952 году партия переименована в КПСС.
С мая 1927 года по июнь 1928 года — председатель бюро юных пионеров, заместитель ответственного секретаря Шатровского райкома ВЛКСМ (Тюменский округ Уральской области).
В 1928 году поступил и в 1932 году окончил конструкторско-исследовательский факультет Сельскохозяйственной академии имени Тимирязева в Москве.
С июля по октябрь 1932 года работал инженером лаборатории сельскохозяйственных машин Московского института механизации и электрификации сельского хозяйства.
С октября 1932 года по октябрь 1934 года — заведующий редакцией индустриальной литературы в издательстве «Сельхозгиз».
С октября 1934 года по ноябрь 1935 года проходил военную службу в Рабоче-крестьянской Красной армии (служил в звании рядового в в/ч 1266 Московского военного округа).
В ноябре 1935 года вернулся на работу в издательство «Сельхозгиз», с ноября 1936 года стал заместителем главного редактора.
В марте 1938 года, в разгар «чистки» в НКВД после «ежовщины», из-за отсутствия квалифицированных кадров было решено провести «партнабор» в органы НКВД СССР — 800 молодых коммунистов и комсомольцев с высшим образованием или студентов ВУЗов. 28 марта Фитин в числе других гражданских специалистов был направлен на учёбу на специальные ускоренные курсы Школы особого назначения НКВД в Московской области. 7 августа того же года он стал стажёром в 5-м отделе Главного управления государственной безопасности (ГУГБ) НКВД СССР (внешняя разведка).
С августа 1938 года — оперуполномоченный, затем начальник 9-го отделения 5-го отдела ГУГБ НКВД СССР. За год совершил головокружительную карьеру — 1 ноября 1938 года был назначен заместителем начальника 5-го отдела ГУГБ НКВД СССР.
13 мая 1939 года, в 31-летнем возрасте, Павел Фитин по предложению наркома внутренних дел Лаврентия Павловича Берии возглавил внешнюю разведку органов госбезопасности в должности начальника 5-го отдела ГУГБ НКВД СССР. «У Берии оказался безошибочный выбор. Он обратил внимание на Фитина, — считает биограф Фитина Александр Юльевич Бондаренко. — У нас боятся говорить правду про Берию. Зато мы много говорим, что нельзя фальсифицировать историю». При этом человеком Берии Фитин не был, в его ближний круг не входил, что спасло ему жизнь после ареста Берии и его сподвижников.
В службе внешней разведки Фитин применил свой редакторский опыт: умение чётко подавать и организовывать информацию. Он внедрил новый порядок подачи донесений: выводы в преамбуле, а подробности в дальнейшем тексте.
К началу Второй мировой войны резидентура внешней разведки СССР была обескровлена, в каждой из них оставалось по одному-два сотрудника. На ключевом направлении — в Германии — к концу 1939 года оставался всего один резидент. Фитин отправил в Берлин Александра Михайловича Короткова, заслужившего позже прозвище «короля нелегалов». За год он восстановил связи со многими ценными агентами, включая Вилли Лемана, и довёл численность резидентуры до 13 человек. В разных странах мира работали также Василий Михайлович и Елизавета Юльевна Зарубины, Павел Матвеевич Журавлёв, Зоя Ивановна Рыбкина, Исхак Абдулович Ахмеров и другие разведчики.
«… В предвоенные годы удалось укомплектовать около 40 резидентур за кордоном и направить в них более 200 разведчиков, а также вывести на нелегальную работу многих кадровых чекистов. Это сразу же сказалось на результатах», — вспоминал Фитин о работе, проделанной за два предвоенных года.
В мае — июне 1940 года Павел Фитин лично побывал в Германии, чтобы на месте ознакомиться с обстановкой. Он тщательно готовился к командировке, ежедневно по два часа занимаясь с учителем немецким языком, и отправился в неё под чужим именем.
Одновременно Фитин укреплял резидентуру в формально нейтральных странах и сделал ставку на легальные резидентуры в США, Болгарии, Турции, Иране, Швеции. В январе — феврале 1941 года он совершил спецкомандировку — по официальной информации, в Турцию, однако не только туда. Очень важной была работа резидентуры в Иране, откуда наши разведчики сообщали об активных действиях Германии, добивавшегося своих целей подкупом высшего руководства государства и усилением своей пропаганды: выпуском кинофильмов, журналов и другой печатной продукции.
С 26 февраля 1941 года Павел Фитин — начальник 1-го Управления Народного комиссариата государственной безопасности СССР (НКГБ СССР), с 31 июля 1941 года — начальник 1-го Управления НКВД СССР, с 12 мая 1943 года — начальник 1-го Управления НКГБ — МГБ СССР. Проработал в должности до 15 июня 1946 года.
Оперативный псевдоним Павла Фитина - «Старик».

### Во главе советской внешней разведки в годы Великой Отечественной войны
С января по июнь 1941 года разведка НКГБ СССР направила Иосифу Виссарионовичу Сталину свыше ста донесений своих резидентов о подготовке Германии к нападению на Советский Союз. Практика прямой передачи разведдонесений руководству страны существовала тогда не только в СССР, но и в Великобритании. Усилиями Фитина эта практика была пересмотрена, когда информационно-аналитическое управление сначала сопоставляло и оценивало полученные данные, и только потом представляло их для доклада в Кремль. Все доклады Фитина лично визировал нарком Л. П. Берия.
Фитин был одним из первых, кто докладывал Сталину дату нападения нацистской Германии на СССР.
Выдающиеся организационные способности Павел Михайлович Фитин проявил в годы Великой Отечественной войны (1941—1945). Её первые дни были тяжёлыми, так как сразу была потеряна связь с резидентурой в Берлине, которая получала указания из Москвы через центр в районе Бреста. По предложению Лаврентия Берии для связи с Берлином было решено использовать легальные резидентуры в Лондоне и Стокгольме, однако связь установить не удалось. В этот период в разведку вернулись Арнольд Генрихович Дейч, по приезде из Англии работавший старшим научным сотрудником в Институте мирового хозяйства АН СССР, уволенный в самом конце 1938 года Вильям Генрихович Фишер, вошедший в историю как Рудольф Абель.
«В мероприятиях, разработанных Управлением в первые дни войны, основное внимание уделялось отбору наиболее способных разведчиков для работы в оперативных группах, которые останутся на временно оккупированной немцами территории после отхода частей Красной армии, — вспоминал П. М. Фитин в мемуарах. — Наши разведчики должны были организовать, возглавить, обучить советских патриотов для ведения партизанских действий в тылу врага и в то же время вести разведывательно-диверсионную работу против немецко-фашистских захватчиков и их союзников. В первые же дни войны прошли подготовку десятки чекистов-разведчиков и выехали сначала на Украину, а затем в Белоруссию, Молдавию и западные области РСФСР… Помимо решения этой первоочередной задачи необходимо было усилить работу за рубежом, главным образом в целях нанесения наибольшего урона гитлеровской Германии».
В короткий срок он восстановил большую часть резидентур за рубежом, курировал школы особого назначения, где проходили подготовку руководители партизанских отрядов, создал информационно-аналитическое управление, где анализировались данные, поступающие от агентов за рубежом.
25 августа 1941 года, опередив планировавшийся немцами госпереворот, СССР и Великобритания ввели свои войска в Иран. Это впоследствии позволило провести в Тегеране полностью секретную встречу на высшем уровне. Работу по выявлению вражеских агентов в Иране возглавлял советский разведчик Геворк Андреевич Вартанян. Свыше 30 сотрудников иранской резидентуры СССР были удостоены высоких правительственных наград.

«Немецкое руководство никак не могло понять, как русские смогли при столь напряжённой обстановке на своём западном фронте в августе 1941 года высвободить силы, чтобы совместно с англичанами оккупировать Иран», — указывал в мемуарах Вальтер Шелленберг.

Возглавляя внешнюю разведку, Фитин приложил огромные усилия, чтобы обеспечить руководство страны информацией о замыслах немецкого командования, сведениями о возможности открытия «второго фронта» и о начале сепаратных переговоров в Швейцарии об окончании войны между гитлеровским командованием, с одной стороны, и союзниками, с другой, а также о возможностях отхода руководителей Рейха через Швецию.
Разведкой от «Кембриджской пятёрки» был получен план германского наступления на Курской дуге, которое советские войска остановили упреждающим ударом за 15 минут до запланированного времени.
Разведка успешно дезинформировала противника с помощью «радиоигр», оказывала помощь партизанскому движению.
Остаётся неизученным провал покушения на Гитлера в июле 1944 года: оставленный Клаусом фон Штауфенбергом портфель с бомбой был переставлен, открытые окна в комнате погасили взрывную волну. Возможно, кто-то постарался, чтобы фюрер остался в живых и Германия не вышла из войны до своего окончательного разгрома.
Работа разведки была сориентирована на будущее, как только стал ясен исход войны. Отслеживались все переговоры союзников и их позиции, благодаря чему перед Ялтинской конференцией 1945 года, когда решались вопросы послевоенного переустройства, Сталин получил от Фитина копию секретной телеграммы Уинстона Черчилля Франклину Рузвельту. Союзники обсуждали, как переиграть Иосифа Сталина на переговорах. «Сталин смог выбирать, где можно пойти на уступки, где нужно биться до конца», — говорит ветеран Службы внешней разведки Лев Филиппович Соцков. Сталин смог добиться принятия решений в интересах СССР по всем важнейшим вопросам.
Исследователи считают, что под руководством Фитина советская разведка достигла выдающихся результатов. «Предел мечтаний любой разведки мира» — так назвал директор ЦРУ Аллен Даллес добытые советскими разведчиками данные в период Второй мировой войны.

### Вклад Фитина в советский атомный проект
Возглавляемая Фитиным в 1939—1946 годах служба внешней разведки СССР внесла неоценимый вклад в создание в Советском Союзе ядерного оружия
На следующий день после состоявшегося в Лондоне 16 сентября 1941 года совместного заседания английских и немецких учёных из Комитета M.A.U.D. («Military Application of Uranium Detonation»/«Военное применение уранового взрыва») и Научно-консультативного совета Правительства Её Величества, где был представлен отчёт о результатах и перспективах научно-исследовательской работы, стенограмму этого сверхсекретного заседания Джон Кернкросс (агент «Лист» из «Кембриджской пятёрки»), в то время помощник лорда Морис Хэнки (англ. Maurice Hankey, 1st Baron Hankey), секретаря Имперского военного кабинета Великобритании (англ. War cabinet), передал в Москву. Проект создания ядерного оружия англичане готовились завершить в течение двух лет. Фитин обратил на это сообщение внимание и доложил Лаврентию Берии, который распорядился передать полученные сведения на экспертизу в 4-й спецотдел НКВД, занимавшийся научно-исследовательскими разработками. С этого момента в СССР началась работа по созданию атомного оружия (операция «Энормоз» (Enormous (англ.) — огромный, чудовищный) — в период, когда враг рвался к Москве во время Великой Отечественной войны (1941—1945), а положение на фронтах было угрожающим.
Фитину, как утверждает ветеран КГБ СССР Лев Соцков, принадлежала идея создания специальной научно-технической резидентуры в США. Её руководителем был один из создателей советской научно-технической разведки Леонид Романович Квасников. Вместе с ним в США были направлены Александр Семёнович Феклисов и Анатолий Антонович Яцков. Целью операции советских разведчиков было сократить сроки создания советской атомной бомбы и помочь учёным выбрать правильный путь в их исследованиях. Операция «Энормоз», утверждённая 5 ноября 1944 года, была сверхсекретной, что потребовало применения специальных способов защиты от утечек информации — так, например, машинисткам не диктовали текст целиком, особо важные слова вписывали от руки в одном экземпляре.
Полученные разведкой научно-технические данные ускорили и удешевили процесс создания советской бомбы, что не позволило США утвердить свою «ядерную монополию» и обеспечило устойчивый «двуполярный мир» на Земле на несколько десятилетий. «Добыв информацию об атомном оружии, разведка оплатила не только своё прошлое, но и своё будущее», — сказал об этой операции В. М. Молотов.
Рапорт, направленный Фитиным наркому государственной безопасности Всеволоду Николаевичу Меркулову в августе 1945 года, после американской атомной бомбардировки Хиросимы и Нагасаки 6 и 9 августа 1945 года, содержал указание на необходимость организации научно-исследовательских работ по проблеме освобождения внутренней атомной энергии, что подтверждает: Фитин предполагал, что исследования физиков-ядерщиков могут быть направлены не только на военные, но и на мирные цели.

### Послевоенный период
Считалось, что плохо относившийся к Фитину ещё с довоенных времён Лаврентий Берия добился в июне 1946 года его освобождения от занимаемой должности, перевода в распоряжение управления кадров МГБ СССР и направления в советскую оккупационную зону Германии (Советская военная администрация в Германии) заместителем уполномоченного МГБ в Германии (сентябрь 1946 — 1 апреля 1947 года). По другой версии, инициатором отставки Фитина был Никита Сергеевич Хрущёв.
На самом деле Александр Бондаренко открыл, что послевоенная судьба Фитина окружена туманом дезинформации. Покинув руководство разведкой, Фитин выполнял важнейшую задачу по обеспечению «атомного блефа». Сначала в Германии было найдено заготовленное немцами урановое сырьё, использованное советскими атомщиками в период, когда собственные урановые месторождения даже ещё не были разведаны. Затем как заместитель начальника Управления МГБ по Свердловской области Фитин с 1 апреля 1947 года курировал все «закрытые города», где создавалось ядерное оружие. Важно было создать у американцев впечатление, что испытанием своей бомбы Советский Союз не ограничится и сможет дать на планируемые американцами бомбардировки наших городов адекватный ответ, хотя реально отвечать было тогда нечем. 27 сентября 1951 года Фитина назначили министром госбезопасности Казахской ССР, где под его контроль попали Семипалатинский полигон и разведанные месторождения урана.
В 1952 был избран делегатом XIX съезда КПСС.
После смерти И. В. Сталина, Л. Берия 16 марта 1953 года возвратил Фитина в стратегическую, промышленную Свердловскую область начальником УМВД. В этой должности он проработал до 16 июля 1953 года, когда в результате борьбы Хрущёва за власть Берия был арестован и лишён всех постов и одновременно развернулись репрессии против тех, с кем работал арестованный и вскоре расстрелянный министр внутренних дел.

Могила П. М. Фитина (1907—1971) на Введенском кладбище в Москве

29 ноября 1953 года Павла Фитина уволили из органов госбезопасности с формулировкой «по служебному несоответствию», без пенсии, так как он не имел необходимой выслуги лет.
После отставки Фитин работал Главным контролёром Министерства госконтроля СССР (апрель 1954 — апрель 1958 года), старшим контролёром Комиссии советского контроля СМ СССР (апрель 1958 — август 1959 года). Он был одним из немногих, кто встретил организатора военной разведки и контрразведки П. А. Судоплатова после его возвращения из заключения, в котором он провёл 10 лет.
В последние годы жизни Фитин работал директором фотокомбината Союза советских обществ дружбы и культурных связей с зарубежными странами (с августа 1959 года, последнее упоминание — в июле 1963 года).
Увлекался рыбалкой, играл в теннис.
Павел Михайлович Фитин скончался 24 декабря 1971 года в городе Москве. Похоронен на Введенском кладбище, ныне в муниципальном округе Лефортово Юго-Восточного административного округа города Москвы (участок 29).

## Воинские звания
- Майор государственной безопасности (1 февраля 1939).
- Старший майор государственной безопасности (14 марта 1940).
- Комиссар государственной безопасности 3-го ранга (14 февраля 1943)[21].
- Генерал-лейтенант (9 июля 1945).

## Награды

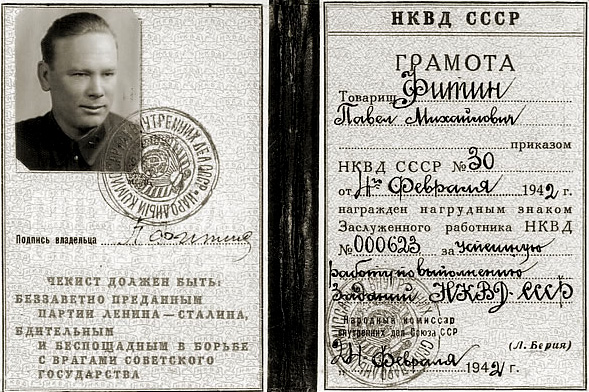
Грамота НКВД СССР от 24 февраля 1942 года к нагрудному знаку «Заслуженный работник НКВД» на имя П. М. Фитина

### Государственные награды СССР
- Два ордена Красного Знамени (26 апреля 1940, ...)
- Орден Красной Звезды (20 сентября 1943)
- 8 медалей
- Нагрудный знак «Заслуженный работник НКВД» № 000623 (4 февраля 1942)

### Награды иностранных государств
- Орден Республики (Тувинская Народная Республика, 18 августа 1943)
- Гранд-офицер (velkodůstojník) ордена Белого льва (Чехословакия)[22]
- Чехословацкий Военный крест 1939—1945 годов (Чехословакия)
- Орден Партизанской звезды I степени (Югославия)

## Память

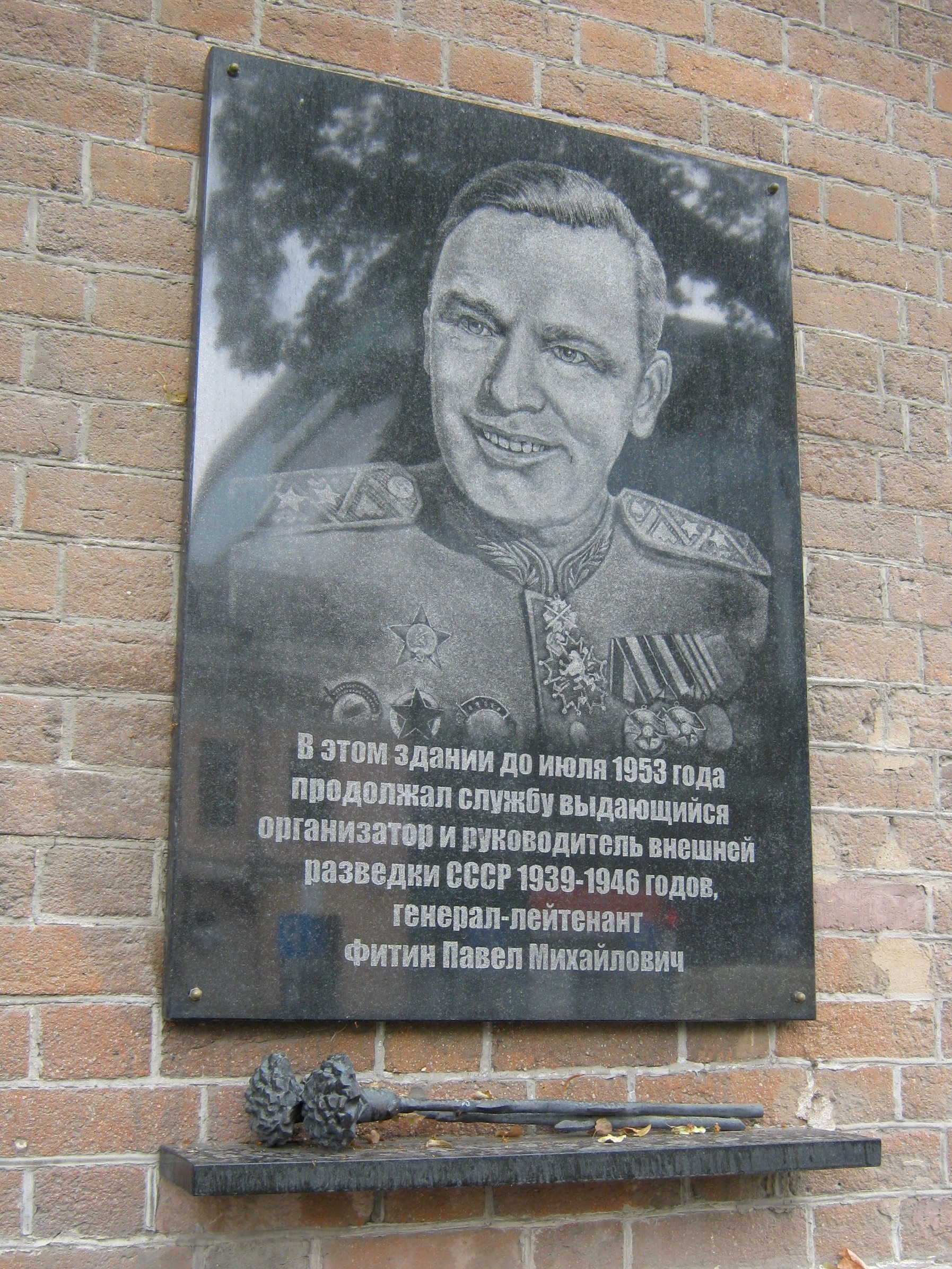
Мемориальная доска в память о П. М. Фитине на стене дома № 6 по улице Вайнера в Екатеринбурге, в котором он продолжал службу до июля 1953 года

- 18 февраля 2020 года Распоряжением Правительства Российской Федерации № 332-р на основании предложения Парламента Республики Северная Осетия — Алания и для увековечивания памяти руководителя внешней разведки в годы Великой Отечественной войны генерал-лейтенанта Фитина П. М. безымянной горе с координатами 42°49,3' северной широты, 43°46,0' восточной долготы и абсолютной высотой 4076,4 метра, расположенной на хребте Соудор на территории Ирафского района Республики Северная Осетия — Алания, присвоено наименование «Павла Фитина» (42°49′18″ с. ш. 43°46′00″ в. д.HGЯO).
- 18 февраля 2020 года бывший Проектируемый проезд № 5063, расположенный в районе Ясенево Юго-Западного административного округа города Москвы, был переименован в улицу Павла Фитина[18].
- Памятник Павлу Фитину торжественно открыт 10 октября 2017 года в Москве, возле здания пресс-бюро Службы внешней разведки России (ул. Остоженка, д. 51, стр. 1). Торжественную церемонию открытия памятника начал директор Службы внешней разведки России Сергей Евгеньевич Нарышкин. Людей на Остоженке собралось немало: ветераны Службы, земляки Фитина, журналисты. Автор памятника — скульптор Андрей Николаевич Ковальчук — 55°44′14″ с. ш. 37°35′43″ в. д.HGЯO[23][24].
- 22 июня 2008 года в родном селе П. М. Фитина установлена мемориальная доска у памятника погибшим в Великой Отечественной войне; Курганская область, Шатровский муниципальный округ, село Ожогино — 56°24′03″ с. ш. 64°31′16″ в. д.HGЯO[25].
- 14 августа 2014 года установлена мемориальная доска на здании бывшей школы, в которой в 1922—1926 годах учился Павел Фитин. Сейчас в этом здании находится ЧОУ «Ялуторовская православная гимназия», Тюменская область, город Ялуторовск, ул. Первомайская, 55 — 56°38′49″ с. ш. 66°18′40″ в. д.HGЯO
- 21 июня 2016 года на здании Свердловского УФСБ открыта мемориальная доска П. М. Фитину, Свердловская область, город Екатеринбург, ул. Вайнера, 4 — 56°50′17″ с. ш. 60°35′37″ в. д.HGЯO[26].
- В декабре 2015 года администрацией Шатровского района Курганской области при взаимодействии с общественной организацией ветеранов Федеральной службы безопасности Российской Федерации учреждена памятная медаль в честь генерал-лейтенанта Павла Михайловича Фитина[27].

### Киновоплощения
- 1973 — в сериале «Семнадцать мгновений весны» (СССР, 1973 год) Павел Фитин изображён под именем Владимира Николаевича Громова («Алекса»), начальника советской разведки, генерал-лейтенанта. Именно ему адресовал свои донесения Штирлиц. Роль сыграл актёр Пётр Чернов.
- 2022 — сериал «Начальник разведки» (Россия, 2022 год, режиссёр — Кирилл Белевич). В роли Павла Фитина — актёр Сергей Марин.

### Документальные фильмы
- 2014 — «По данным разведки» (Россия, 2014 год, Уральская окружная телекомпания «Ермак», автор сценария — Анастасия Кондрашова, ведущий — Егор Костюченко)[28].
- 2015 — «Без свидетелей. Павел Фитин против Шелленберга» (Россия, 2015 год, «ВГТРК», автор сценария — Людмила Романенко, режиссёр-постановщик — Екатерина Китайцева, продюсер — Ирина Щербина)[4][29].
- 2017 — «Павел Фитин. Борьба за ядерный щит» из телевизионного цикла «Легенды госбезопасности» (Россия, 2017 год, телеканал «Звезда», автор сценария — Михаил Воронежцев, режиссёр — Алексей Китайцев, продюсер — Ильнур Рафиков)[14].
- 2020 - «Юстас — Алексу. Тот самый Алекс» (Первый канал, производство - Фонд национального кино «Патриот», авторы - Александр Звягинцев, Роман Мельник, режиссёр - Михаил Елкин, продюсеры: Дмитрий Чуркин, Людмила Снигирева, Олег Вольнов)[30].

## Семья
- Первый брак (прим. 1929—1934) — Александра Григорьевна Мартынова.
  - Сын Анатолий Павлович Фитин (род. 1932), подполковник ФСБ в отставке.
    - Внук Андрей Анатольевич Фитин, капитан второго ранга в отставке,
      - правнуки: Павел[31], Дмитрий, Мария Фитина.

    - Внучка Елена Фитина,
      - правнучки: Ксения Алексеевна Ефимова, Светлана Игоревна Спиридонова.
- Второй брак (официально 1940—1953) — Лидия Яковлевна Булатова.
  - Двое детей: Наталья Фитина (род. 1937) и Владимир Фитин (род. 1946).
- Третий брак (1962—1971) — Нина Анатольевна Фитина.